# クアンナム省
クアンナム省（広南省、クアンナムしょう、ベトナム語：Tỉnh Quảng Nam / 省廣南  発音）は、ベトナム中部のかつての省（地方自治体）。省都はタムキー市。
1975年にダナン市と合併、1996年に中央直轄市となったダナン市と分離された。2050年までに中央管轄都市になるという目標を掲げているが、2025年、ダナン市に統合された。

## 歴史

### 鉄器時代
トゥーボン水系の河口近くから内陸山間部まで、鉄器時代サーフイン文化（Văn hóa Sa Huỳnh）の遺跡が発見されている。

### チャンパ王国
2世紀末から15世紀後半頃まで、南中部沿岸地方に存在したチャンパ王国の中心地域。聖地ミーソン、港市ホイアン、王都チャーキュウの3か所を中心として栄えたとされている。

### ベトナム戦争
Operation Chinook 1966-67、488高地の戦い、en:Operation Swift、en:Operation Wheeler/Wallowa、en:Operation Union＆en:Operation Union II、en:Hue–Da Nang Campaign、ハミの虐殺、フォンニィ・フォンニャットの虐殺。
同省は、枯葉剤被害の多い地域の一つ。ディエンバン町ゴーノイは、クチに次ぐ激戦地であったと言われる。

## 地理
南中部沿岸に位置し、北はフエ市とダナン市に、東は東海（南シナ海）に、南はコントゥム省とクアンガイ省に、西はラオス（セーコーン県）に接している。ベトナム中部最大の都市、ダナンの南に隣接する。

## 隣接行政区画
- フエ市
- ダナン市
- クアンガイ省
- コントゥム省
- セーコーン県

## 行政区分
クアンナム省は、以下の行政単位に区分される。
- 市（Thành phố / 城庯）

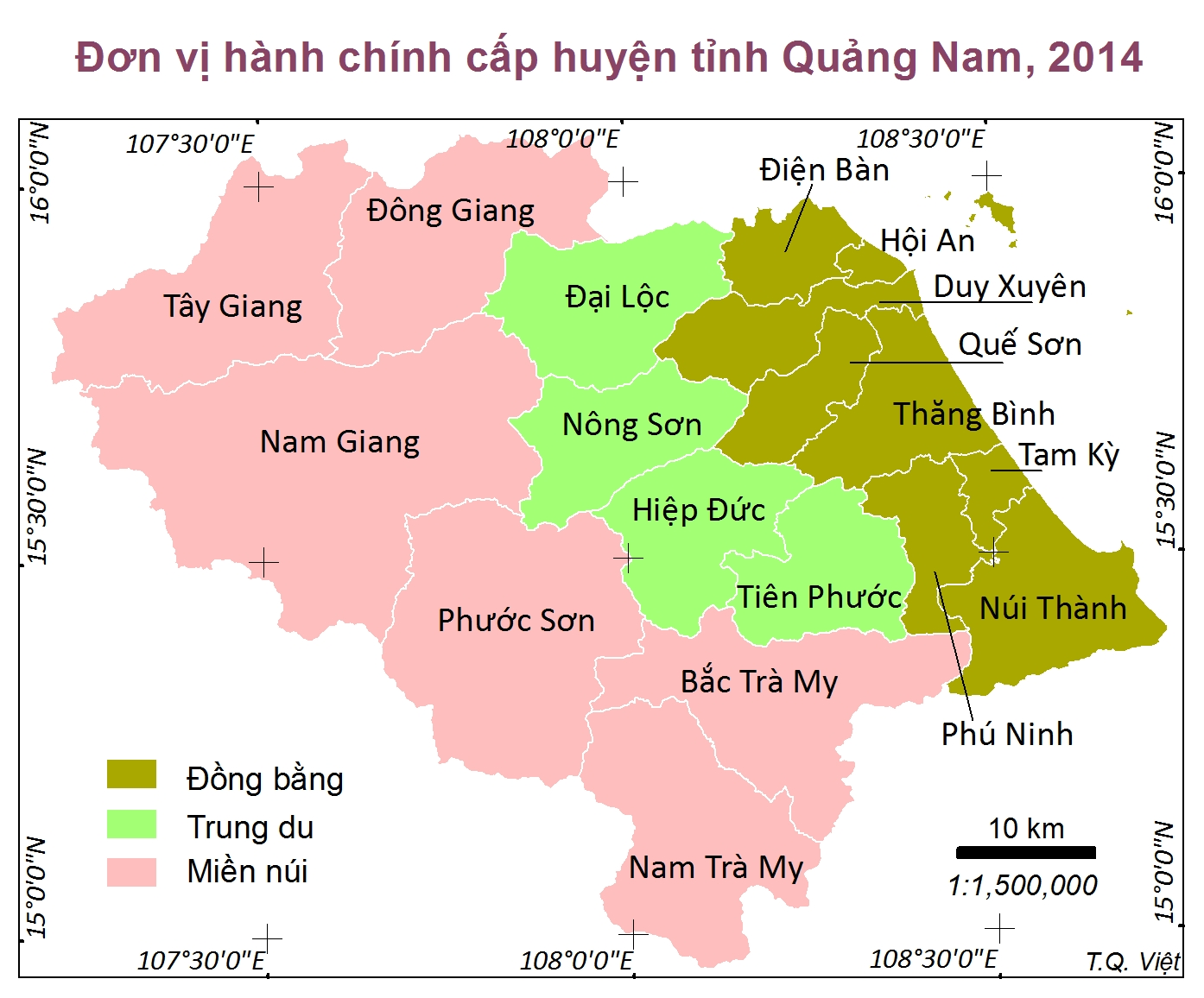
地図

  - タムキー（Tam Kỳ / 三岐）：ダナン市は直轄市となる以前このクアンナム省に所属していたこともあり、ダナンの後背地としての性格が強い。
  - ホイアン（Hội An / 會安）
- 町（Thị xã / 市社）
  - ディエンバン（Điện Bàn / 奠磐）
- 県（Huyện / 縣）
  - バクチャーミー県（Bắc Trà My / 北茶眉）
  - ズイスエン県（Duy Xuyên / 濰川）
  - ダイロック県（Đại Lộc / 大祿）
  - ドンザン県（Đông Giang / 東江）
  - ヒエップドゥク県（Hiệp Đức / 協德）
  - ナムザン県（Nam Giang / 南江）
  - ナムチャーミー県（Nam Trà My / 南茶眉）
  - ヌイタイン県（Núi Thành / 𡶀成）
  - フーニン県（Phú Ninh / 富寧）
  - フオックソン県（Phước Sơn / 福山）
  - クエソン県（Quế Sơn / 桂山）
  - タイザン県（Tây Giang / 西江）
  - タンビン県（Thăng Bình / 升平）
  - ティエンフオック県（Tiên Phước / 仙福）

## 観光
ユネスコ世界文化遺産古都ホイアン（2023年には、ユネスコ創造都市ネットワークに登録）、同じく世界文化遺産であるチャム族の建造物ミーソン聖域、ホイアン・チャム島のユネスコ世界生物圏保護区、水の綺麗な砂浜を抱え、ベトナムでも有数の観光地が点在。数多くのチャンパ王国の遺跡も残っている。
漁村でもあるタムタイン村は、ベトナム初の壁画村と言われている。